# Stechlin-Maräne
Die Stechlin-Maräne (Coregonus fontanae), auch Fontane-Maräne genannt, ist eine endemisch nur im Großen Stechlinsee Brandenburgs vorkommende Fischart, die zehn bis zwölf Zentimeter lang und vier bis fünf Jahre alt wird. Der Fisch hält sich vor allem in kühlem Wasser in Tiefen unterhalb von 20 Metern auf und ernährt sich von Kiemenfuß- und Ruderfußkrebsen. Ihren wissenschaftlichen Artnamen erhielt die Stechlin-Maräne zu Ehren des Schriftstellers Theodor Fontane, der in seinem Roman «Der Stechlin» Land und Leute rund um den See beschrieben hatte.
Die kleine Fischart muss sich, entsprechend der Entstehungsgeschichte des Heimatsees, erst nach der letzten Eiszeit, also vor weniger als 12.000 Jahren entwickelt haben. Damit handelt es sich um einen evolutionär relativ kurzen Zeitraum der Artbildung. Diese fand zudem ohne eine geografische Isolation als Auslöser statt, denn die Kleine Maräne (Coregonus albula), von der sich die Art offenbar abgespalten hat, kam und kommt in demselben Gewässer vor. Die Stechlin-Maräne tritt nur in diesem einen See auf und zählt damit zu den zwölf Fischarten, die ausschließlich oder überwiegend in Deutschland vorkommen.
Der Artname ist nicht entsprechend den internationalen Regeln für die zoologische Nomenklatur gebildet, denen zufolge ein männlicher Namenspate die Endung -i aufweisen müsste.